# D2: Поезд на край света
«D2: поезд на край света» (чешск.: D2: Vlakem až na konec světa) — чешский фильм 2020 года (снят в 2012-м) режиссёра Петра Бабинца по его же сценарию, дебютный фильм режиссёра.

## Сюжет
Неделю назад встретившиеся в баре молодые чехи — две девушки и два парня решают отправиться в поездку по самой длинной железнодорожной линии — Транссибирской магистрали по маршруту Острава — Варшава — Москва — Владивосток — 11 дней в поезде, 11 тысяч километров пути.
Поначалу они воспринимают эту поездку как весёлое беззаботное приключение, но вскоре замкнутое пространство раскрывает настоящие лица героев, четыре человеческие судьбы и место назначения меняются неожиданным поворотом.

## В ролях
- Петра Гржебичкова — Габина
- Барбора Чубова — Ханка
- Людвиг Багин — Рене
- Мартин Дедек — Мартин

## Рецензии
- RECENZE: Vlakem až na konec zábavy, naštěstí s Petrou Hřebíčkovou // Dnes, 9 února 2021